# Huis van de Gettovechters
Het Huis van de Gettovechters (Hebreeuws: בית לוחמי הגטאות; Beit Lochamei HaGeta'ot), voluit ook het Itzhak Katzenelson Holocaust and Jewish Resistance Heritage Museum, Documentation and Study Center genoemd, is een museum dat zich bevindt in West-Galilea, Israël, aan de snelweg (Highway 4) tussen Akko en Naharia.
Het werd in 1949 opgericht door leden van de kibboets Lochamei HaGeta'ot (לוֹחֲמֵי הַגֵּיטָאוֹת), een gemeenschap van overlevenden van de Holocaust. Het museum is vernoemd naar Jitzchak Katzenelson (יצחק קצנלסון), een Pools-Joodse dichter die in Auschwitz werd vermoord.
Het Huis van de Gettovechters is 's werelds eerste museum ter herdenking van de Holocaust en het Joodse heldendom. Het museum vertelt het verhaal van het Joodse volk in de 20e eeuw, en in het bijzonder tijdens de Tweede Wereldoorlog en de Holocaust. Centraal in het verhaal staat het individu en de vele uitingen van Joods verzet in getto's, concentratiekampen en partijdige strijd.